# Établissement Gerson
Pour les articles homonymes, voir Gerson.
L’établissement scolaire catholique privé Gerson (école, collège, lycée) sous contrat d'association avec l'État est situé au no 31, rue de la Pompe à Paris dans le 16e arrondissement de Paris. Il a été fondé en 1884 par l'abbé Dibildos.
En 2021, cet établissement compte près de 1600 élèves, répartis sur 52 classes de la maternelle à la terminale.

## Histoire

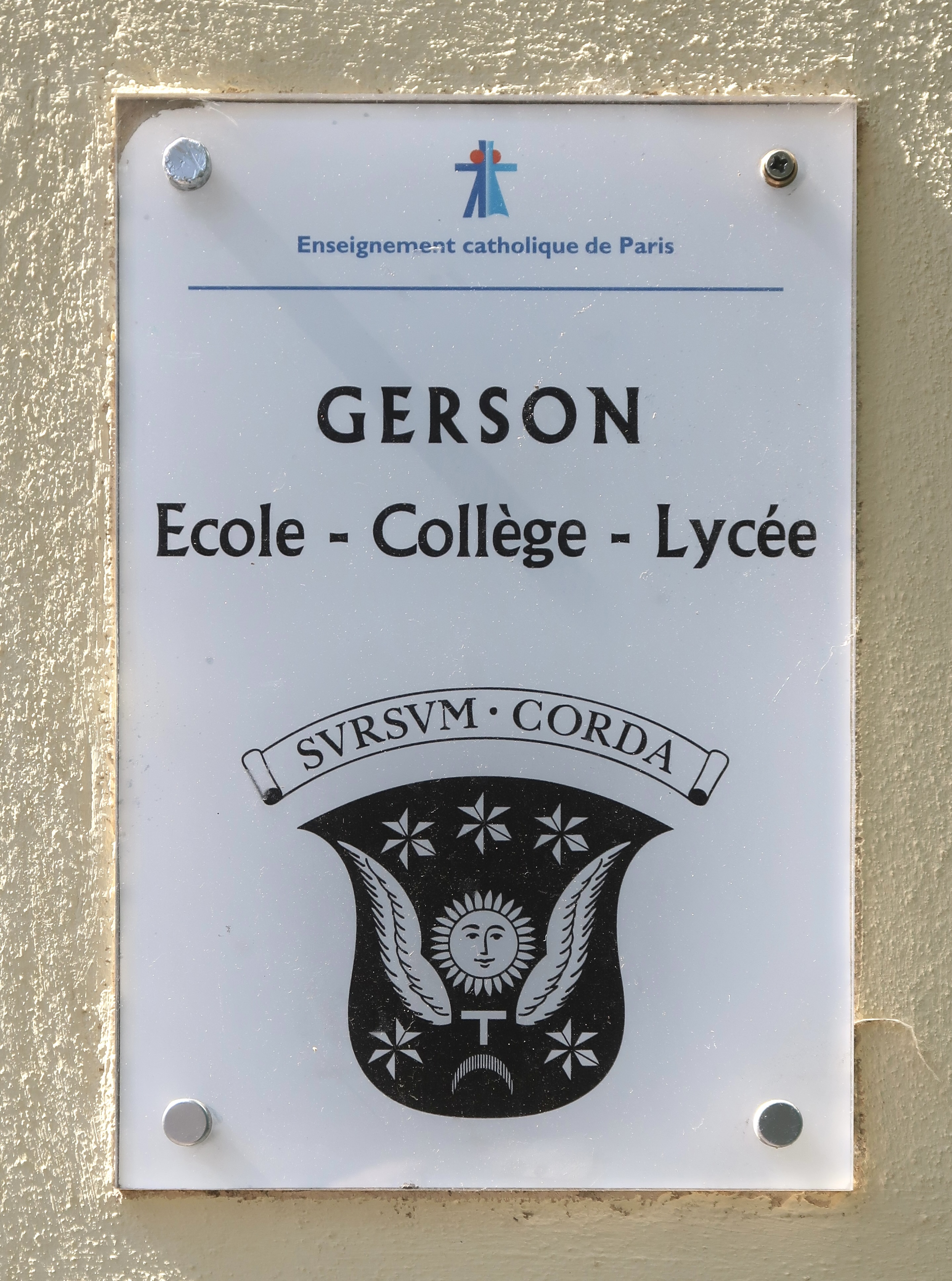
Plaque.

Édouard-Hippolyte-Marie Dibildos naît le 15 mars 1856 à Valladolid en Espagne, de parents basques. En 1882, il prépare la fondation de Gerson, qui ouvre en 1884. C'est le quatrième externat de lycéens ; il porte le nom de Jean de Gerson, prédicateur, philosophe, homme politique, enseignant et théologien français du Moyen Âge, chancelier de Notre-Dame et de l'Université de 1395 à 1415. Les précédents externats portent les noms de Bossuet, Fénelon et Ozanam. Ce choix d'intellectuels connus à la fois pour leur intelligence et pour leur vie religieuse visait à ne pas imposer aux lycées une institution trop ouvertement cléricale.
Historiquement établissement de garçons, Gerson devient mixte à la fin des années 1980.
L’enseignement catholique en France et à Paris se développe, l'établissement Gerson en profite avec une augmentation des effectifs.
En 2016, l'établissement dépasse 1550 élèves répartis dans les 53 classes de l’établissement.[réf. nécessaire]
Les travaux sont lancés sous la présidence et la direction de François de Cagny et de Véronique Field avec le développement et l’agrandissement du primaire.[réf. nécessaire]
À partir de 2013, sous la présidence et la direction de Guy Grosse et de Philippe Person, le bâtiment du lycée est réhabilité dans son ensemble.

## Classement du lycée
En 2015, le lycée se classe 25e sur 109 au niveau départemental quant à la qualité d'enseignement, et 243e au niveau national. Le classement s'établit sur trois critères : le taux de réussite au bac, la proportion d'élèves de première qui obtient le baccalauréat en ayant fait les deux dernières années de leur scolarité dans l'établissement, et la valeur ajoutée (calculée à partir de l'origine sociale des élèves, de leur âge et de leurs résultats au diplôme national du brevet).

## Projet pédagogique

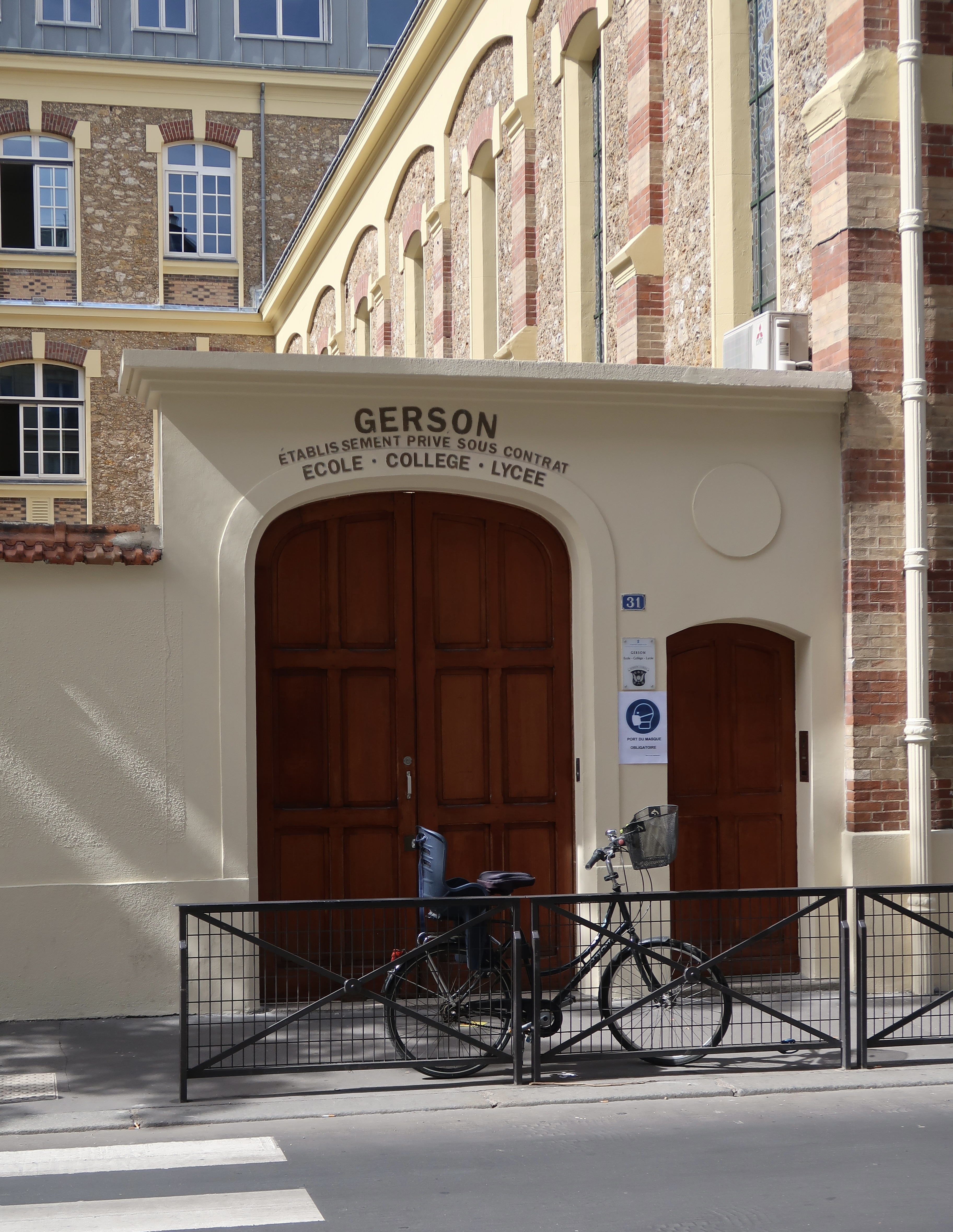

L'établissement Gerson accueille des enfants intellectuellement précoces (EIP) depuis 1995 notamment dans des classes spécifiques au collège. Le parcours est individualisé :
- une filière en trois ans, en suivant le programme, mais avec une accélération et un approfondissement dans certains domaines.
- une filière plus longue en quatre ans pour que les enfants aux profils plus dysharmoniques trouvent leur place [5].

L'établissement attache de l'importance aux langues vivantes et aux langues anciennes : enseignement du latin et de l'anglais option européenne (cours d'histoire dispensés en anglais).
Le First Certificate of Cambridge est proposé afin d’obtenir un diplôme délivré par l’université de Cambridge validant un niveau B2.
Pour encourager les élèves de 3e à progresser en anglais et en allemand, Gerson a proposé une préparation aux examens PET de Cambridge et B2 de l’Institut Goethe.
Pour les élèves volontaires, il est également proposé de suivre les formations suivantes :
- la préparation militaire marine (PMM) ;
- la préparation du Brevet d'initiation aéronautique avec l'Ambassadair, organisme de formation agréé par l’État qui intervient dans le domaine de l’aéronautique.

## Polémique
Certains médias font état en avril 2014 de l'inquiétude d'élèves et de parents à propos de prétendues « dérives intégristes » lors de cours de catéchèse (interventions d'Alliance Vita,). D'autres rumeurs, qui évoquent des pressions exercées sur des élèves non catholiques, sont fausses ou difficiles à vérifier. Alliance Vita s'estime diffamée. L'Opus Dei confirme avoir des membres enseignants de Gerson, mais nie intervenir dans l'établissement. Le diocèse de Paris et le ministère de l’Éducation cherchent à vérifier des rumeurs plus larges sur les méthodes de gestion de l'établissement,,.
Le 20 mai 2014, le Conseil de Paris demande « que la question des établissements scolaires privés sous contrat soit étudiée par l’Observatoire parisien de la Laïcité, que des membres de la direction du lycée Gerson soient auditionnés lors d’une prochaine séance de observatoire parisien de la Laïcité » ,. En juin, le conseil régional d'Île-de-France suspend sa subvention au lycée. Le 20 août, le ministère de l’Éducation nationale écrit dans une lettre adressée au conseil régional que le contrat entre l’État et le lycée privé est bien « respecté » et qu’« aucune atteinte à la liberté de conscience des élèves » n’a été constatée. La décision de suspension des subventions est annulée quelques jours plus tard par le préfet de région à la suite d’un recours déposé par Valérie Pécresse, au titre du contrôle de légalité.
Le 8 septembre 2014, le porte-parole du ministère de l’Éducation nationale déclare que « la mission d’inspection n’a pas constaté de risque d’endoctrinement des élèves ou d’atteinte à la liberté de conscience des élèves et des familles. Rien dans les observations de la mission ne justifie une remise en cause du contrat d’association entre l’État et l’établissement ».

## Anciens élèves
- Ferdinand Béghin
- Jean Bernard-Luc
- François Bloch-Lainé
- Vincent Bolloré, homme d'affaires[21]
- Martin Bouygues, homme d'affaires[21]
- André Castelot, historien[22]
- François de Clermont-Tonnerre
- Frédérick Gersal[23]
- Valéry Giscard d’Estaing[24]
- Bruno Gollnisch[25]
- Jacques Grange[26]
- Louis Guilloux
- Pierre Leroy-Beaulieu
- Gabriel Matzneff
- Thierry de Montbrial[27]
- Didier Pineau-Valencienne
- Bernard Quinquet
- Thierry Roland
- Louis Saget
- Philippe Sers
- René Thorel
- Michaël Youn, humoriste

## Galerie

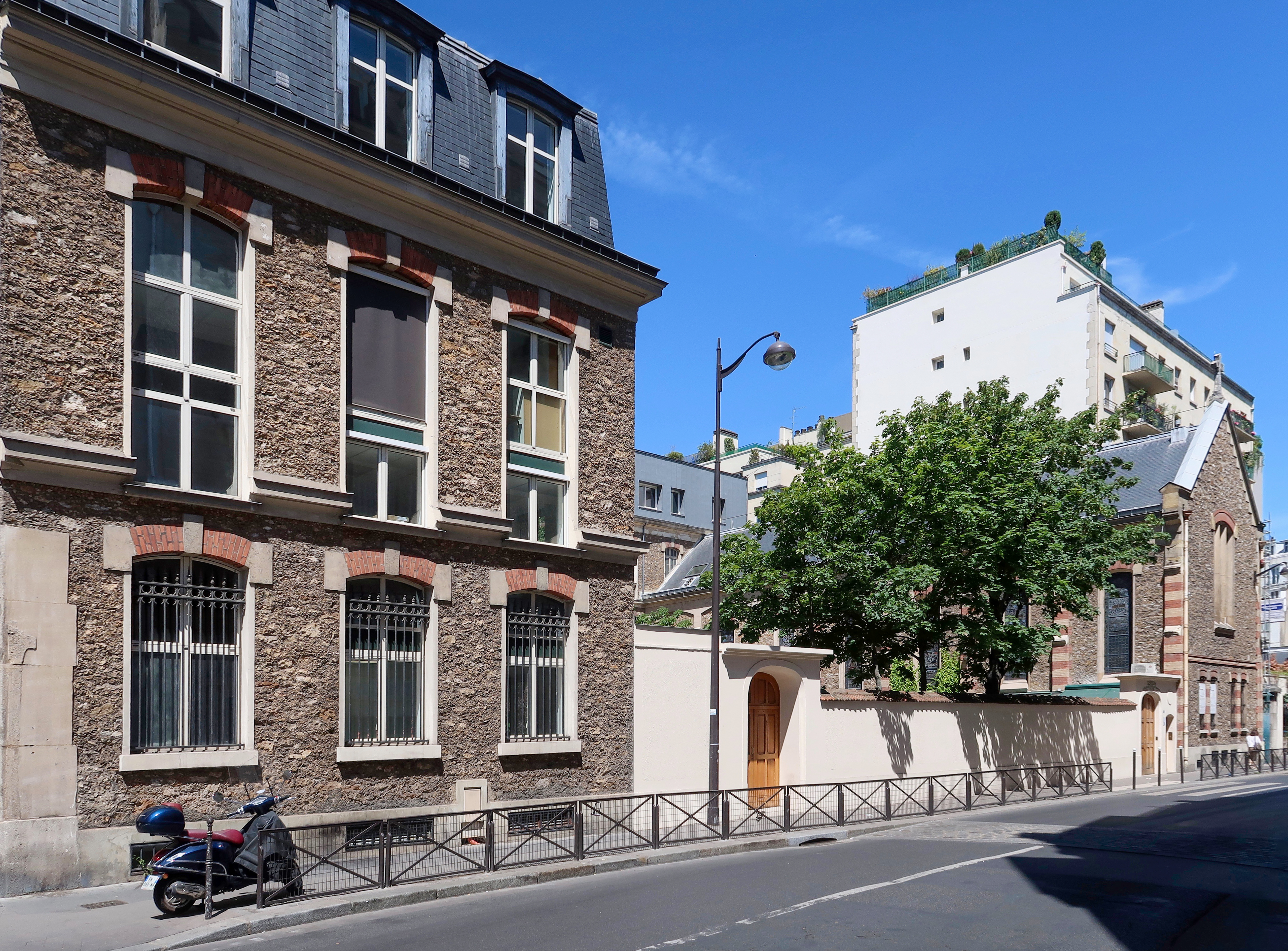
Entrée du lycée Gerson, rue de la Pompe.
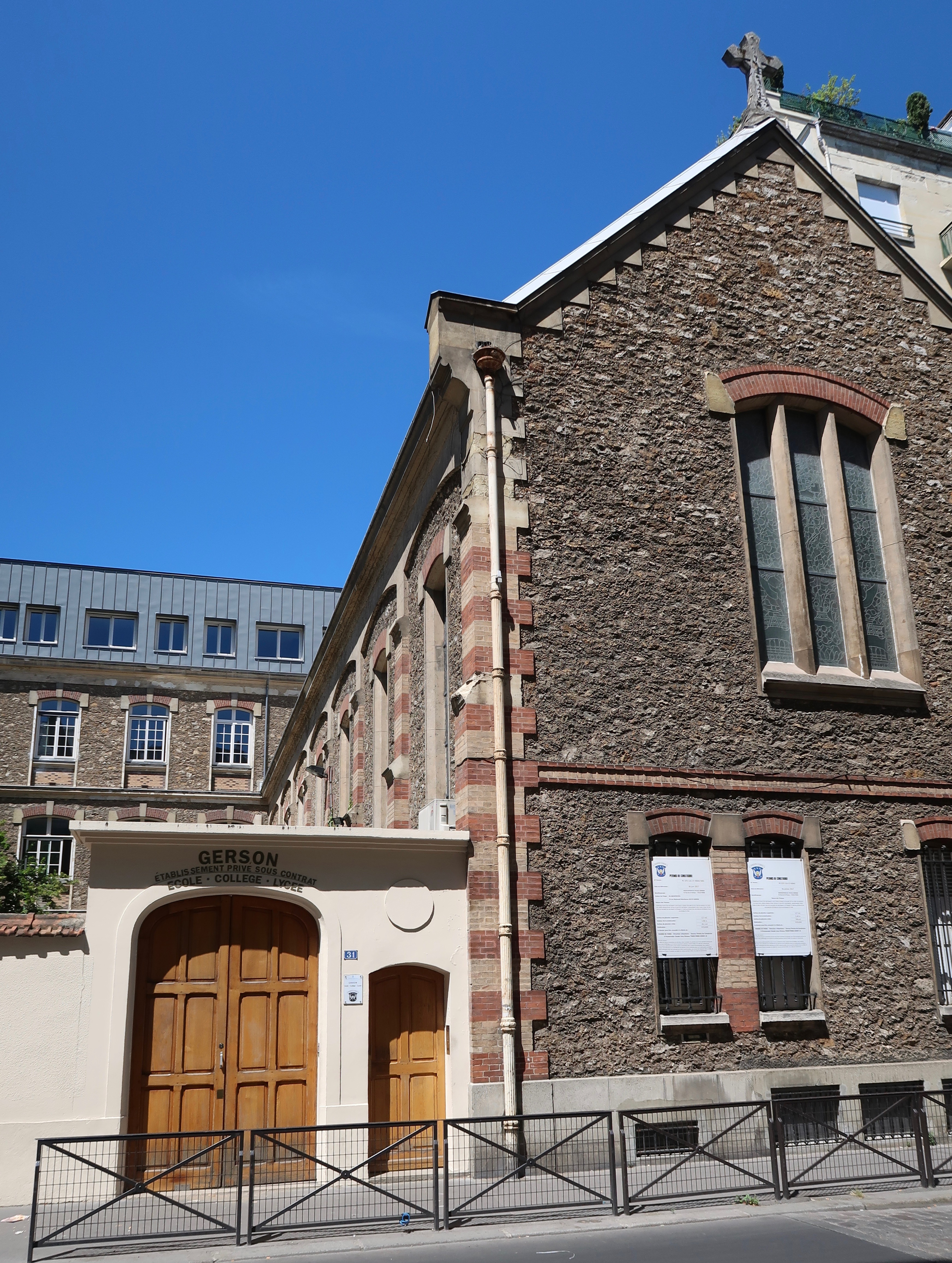
Chapelle, rue de la Pompe.
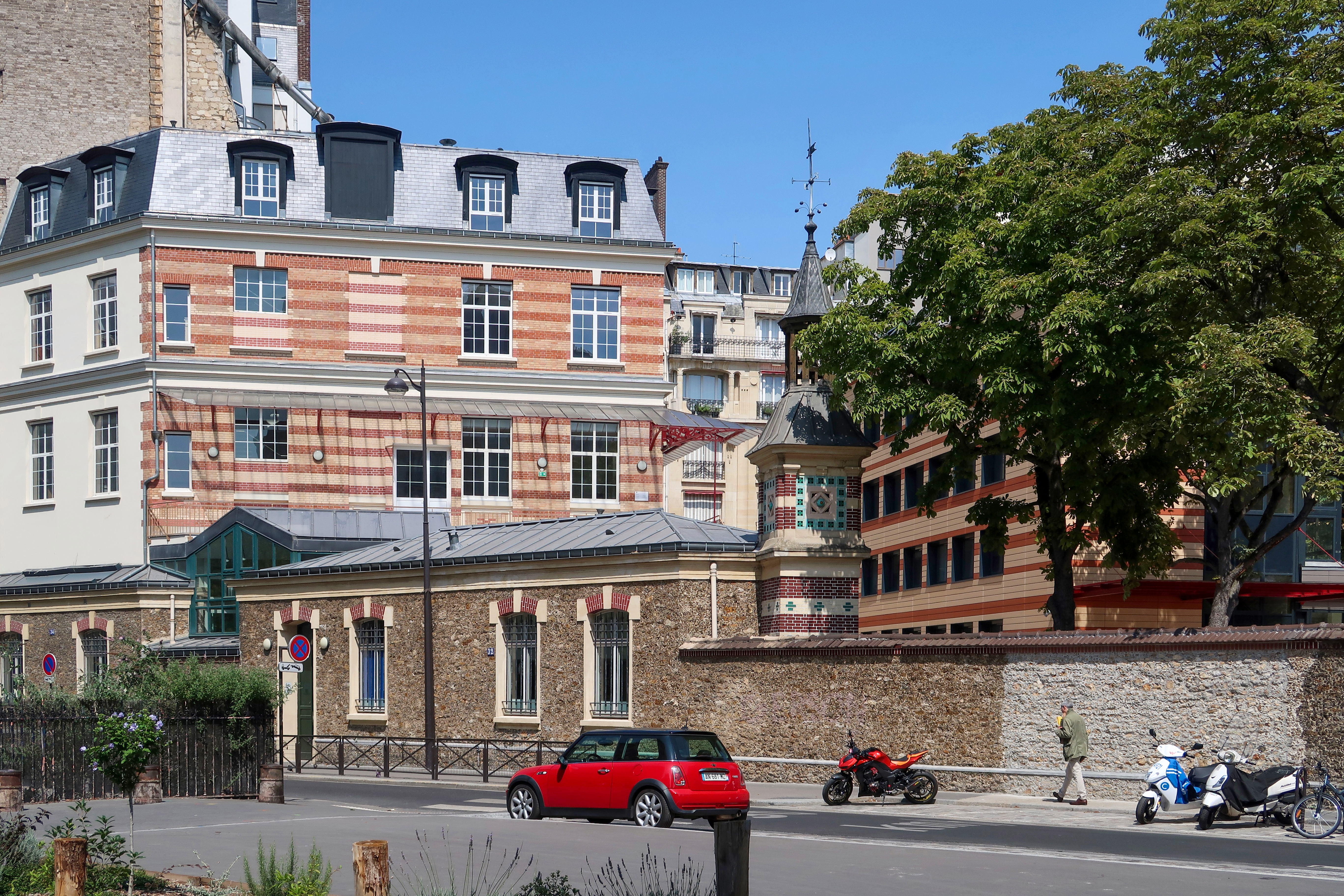
Façade, boulevard Émile-Augier.
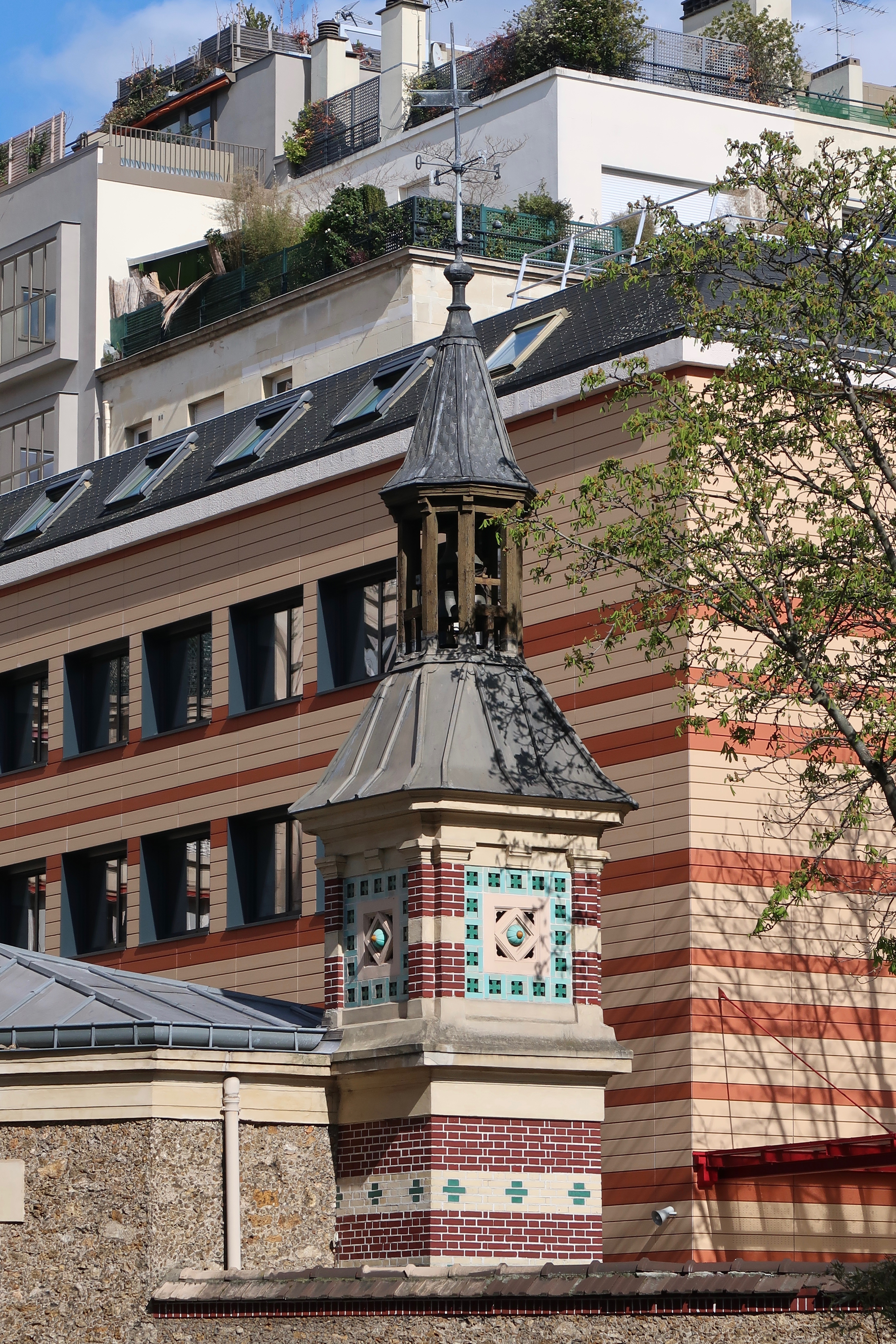
Beffroi.